# (6963) 1990 OQ3
A (6963) 1990 OQ3 a Naprendszer kisbolygóövében található aszteroida. Henry E. Holt fedezte fel 1990. július 27-én.